# Cour des aides
Cour des aides var en uafhængig særdomstol, der fandtes i Frankrig under Ancien régime. Domstolen, der blev afskaffet i 1791, behandlede sager om told, skat og om finansielle spørgsmål. 
Guillaume-Chrétien de Lamoignon de Malesherbes var domstolens næstsidste præsident 1750 – 1787.